# الجدول الزمني ليوم هجمات 11 سبتمبر

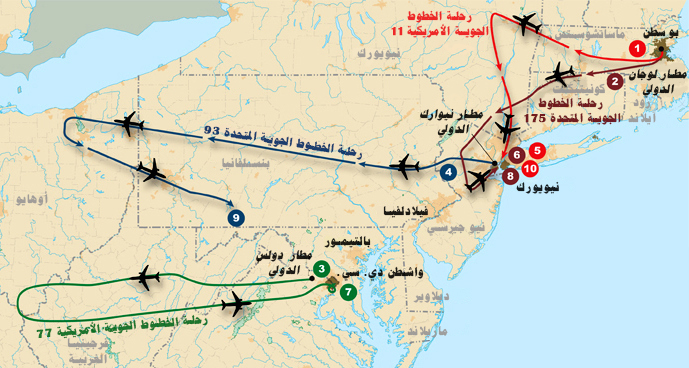
مسارات تحليق الطائرات الأربع المخطوفة التي استخدمت في الهجمات الإرهابية في 11 سبتمبر 2001

شكلت أحداث 11 سبتمبر 2001، بالإضافة إلي كونها عملا إرهابيا فريدا، حدثا إعلاميا على نطاق لم يسبق له مثيل منذ ظهور وصلات الأقمار الصناعية العالمية المدنية. وأتاحت المنظمات الإخبارية التلفزيونية علي مدار الساعة والإنترنت رد الفعل والمناقشة الفوريين علي نطاق العالم. ونتيجة لذلك، فإن معظم الأحداث المدرجة أدناه كانت معروفة لدي شريحة كبيرة من سكان العالم عند وقوعها.
تكون جميع الأوقات المذكورة في التوقيت الصيفي الشرقي، أو ت ع م-04:00.

## الأحداث الرئيسية
7:59 صباحًا: تغادر طائرة الخطوط الجوية الأمريكية الرحلة 11، طائرة بوينغ 767 تقل 81 راكبًا و11 فردًا من الطاقم، متأخرة 14 دقيقة من مطار لوغان الدولي في بوسطن، متجهة إلى مطار لوس أنجلوس الدولي. خمسة خاطفين على متنها.
8:14: الرحلة 175 لشركة يونايتد إيرلاينز، طائرة بوينغ 767، تحمل 56 راكبًا و9 أفراد من الطاقم، تغادر متأخرة 14 دقيقة من مطار لوغان الدولي في بوسطن، متجهة إلى مطار لوس أنجلوس الدولي. خمسة خاطفين على متنها.
8:14: تم اختطاف الرحلة 11 فوق وسط ماساتشوستس، ثم اتجهت شمالًا غربًا، ثم جنوبًا.
8:20: تغادر طائرة الخطوط الجوية الأمريكية رقم 77، طائرة بوينغ 757 مع 58 راكبًا و6 أفراد طاقم، متأخرة 10 دقائق من مطار واشنطن دالاس الدولي، إلى مطار لوس أنجلوس الدولي. خمسة خاطفين على متنها.
8:42: رحلة الخطوط الجوية المتحدة 93، طائرة بوينغ 757 مع 37 راكبًا و7 أفراد طاقم، تغادر متأخرة 42 دقيقة من مطار نيوآرك الدولي، متجهة إلى مطار سان فرانسيسكو الدولي. أربعة خاطفين على متنها.
8:42–8:46 (تقريبًا): يتم اختطاف الرحلة 175 فوق شمال غرب نيوجيرسي، حوالي 60 ميلا شمال غرب مدينة نيويورك، وتستمر جنوب غرب لفترة وجيزة قبل العودة إلى الشمال الشرقي.
8:46:40: تتحطم الرحلة 11 في الوجه الشمالي للبرج الشمالي من مركز التجارة العالمي، بين الطابقين 93 و99. الطائرة تدخل البرج سليمة.
8:50–8:54 (تقريبًا): الرحلة 77 مختطفة فوق جنوب أوهايو، متجهة إلى الجنوب الشرقي.
9:02:57: تحطمت الرحلة 175 في الوجه الجنوبي للبرج الجنوبي من مركز التجارة العالمي، بين الطابقين 77 و85. وتترك أجزاء من الطائرة، بما في ذلك المحرك الأيمن، المبنى من جانبيه الشرقي والشمالي، وتسقط على الأرض على بعد ست بنايات.
9:28: تم اختطاف الرحلة 93 فوق شمال أوهايو، متجهة إلى الجنوب الشرقي.
9:37:46: تصطدم الرحلة 77 بالجانب الغربي من البنتاغون وتشعل حريقًا عنيفًا.
9:45: تم إغلاق المجال الجوي للولايات المتحدة.
9:59:00: البرج الجنوبي لمركز التجارة العالمي ينهار، بعد 56 دقيقة من ارتطام الرحلة 175.
10:03:11: تحطمت الرحلة 93 من قبل خاطفيها نتيجة للقتال في قمرة القيادة 80 ميلا (129 كم) جنوب شرق بيتسبرغ في مقاطعة سومرست، بنسلفانيا. وتشير تقارير لاحقة إلى أن الركاب كانوا قد علموا بحادثتي تحطم مركز التجارة العالمي والبنتاغون وكانوا يقاومون المختطفين. اعتقدت لجنة 11/9 أن هدف الرحلة 93 كان إما مبنى الكابيتول الأمريكي أو البيت الأبيض في واشنطن العاصمة.
10:28:22: البرج الشمالي لمركز التجارة العالمي ينهار، بعد ساعة و42 دقيقة من تأثير الرحلة 11. كما دمر فندق ماريوت الواقع في قاعدة البرجين.
10:50:19: خمس طوابق لجزء من البنتاغون انهارت بسبب الحريق.
5:20:33 مساءً: مركز التجارة العالمي 7، مبنى مكون من 47 طابقًا، ينهار.

## الجدول الزمني المفصل للأحداث

### 6:00 صباحًا
6:00: محمد عطا و‌عبد العزيز العمري يسافران على رحلة كولغان الجوية 5930 من مطار بورتلاند الدولي في بورتلاند، مين إلى مطار لوغان الدولي في بوسطن، ماساتشوستس.
6:45: يصل عطا والعمري إلى مطار لوغان الدولي.
6:52: مروان الشهري يتصل بأتا من محطة أخرى في لوجان للتأكد من أن خطط الهجوم محددة.

### 7:00 صباحًا
7:35: عطا والعمري على متن الخطوط الجوية الأمريكية الرحلة 11.
7:40: بقية مختطفي الرحلة 11 على متن الطائرة.

### الحواشي
1. 1 2  "Extract: 'We have some planes'". BBC News. 23 يوليو 2004. مؤرشف من الأصل في 2009-01-25. اطلع عليه بتاريخ 2011-09-05.
2. ↑  Atkins، Stephen (2011). The 9/11 Encyclopedia. Santa Barbara, California: ABC-CLIO, LLC. ص. 57. ISBN:978-1-59884-921-9.